# Polistes linai
Polistes linai är en getingart som beskrevs av Ihering 1904. Polistes linai ingår i släktet pappersgetingar, och familjen getingar. Inga underarter finns listade i Catalogue of Life.